# Анаконда 4: Кровавый след
«Анаконда 4: Кровавый след» (англ. Anacondas: Trail of Blood, дословно Анаконды: След крови) — американский телевизионный фильм ужасов 2009 года режиссера Дона Э. Фонтлероя. Фильм является прямым продолжением фильма «Анаконда 3: Цена эксперимента» (2008) и четвёртой частью серии фильмов «Анаконда». Фильм рекламировался, как финальная часть в серии фильмов, хотя и был задуман, как пилотный выпуск к будущим сериалам, которые были отменены из-за производства пятого фильма. 
Премьера фильма состоялась на канале Sci-Fi Channel 28 февраля 2009 года. Как и предыдущий фильм, он был негативно принят критиками из-за малобюджетных спецэффектов, слабого сюжета и деревянной игры.
За ним последовал «Озеро страха: Анаконда» (2015), кроссовер-продолжение c франшизой «Озеро страха».

## Сюжет
Детёныш анаконды, запечатленный в конце предыдущего фильма, используется для эксперимента Питером Рейснером, который создаёт гибрид кровяных орхидей с Борнео, который позволил анаконде вырасти очень большой и жить дольше, а также создает сыворотку для регенерации клеток. После того как тест, казалось бы, работает на регенерацию детеныша анаконды, Питер сжигает его. Когда он исчезает, длинная анаконда вырывается из клетки и убивает Питера в шахте, наполненной кровавыми орхидеями. Питер «Джей Ди» Мердок, миллиардер, страдающий раком костей, посылает своего убийцу Юджина и его команду наёмников-приспешников найти Питера и сыворотку, созданную Питером, чтобы она могла вылечить его. Он также говорит им быть осторожными с доктором Амандой Хейз и убить её, если понадобится. Доктор Аманда Хейз, единственная выжившая после предыдущего нападения змеи, и два офицера также отправляются на поиски Питера, решив уничтожить сыворотку и убить змею.
По дороге они встречают Алекса, путешественника, который, кажется, заблудился в румынских Карпатах, делая проект патологии. Когда они обнаруживают кровавые орхидеи в шахте, Аманда устанавливает взрывчатку, чтобы уничтожить орхидеи, но на неё нападает анаконда, которая убивает двух офицеров, но ей удаётся уклониться от неё. Когда Аманда и Алекс покидают шахту, Аманда теряет сознание, а Алекс убегает, чтобы получить дополнительную помощь. Тем временем две группы сталкиваются с большим количеством людей (Скотт, Джексон, Патрик, Венди и Хизер), которые ищут базовый лагерь коллег-ученых, но втягиваются в поиски змеи. Благодаря сыворотке анаконда больше не может умереть без значительного повреждения своих внутренних органов. Хизер заболевает из-за укуса паука. На следующий день большая часть людей подвергается нападению и съедается змеей. Сначала он убивает одного из охотников, работающих на Мердока. Когда Юджин и его приспешники находят группу Хейса и Джексона, они захватывают их. Юджин стреляет в уже раненого Патрика, а также стреляет и убивает Венди за попытку побега.
Змея находит их и пожирает Лейлу и Хакима. Аманда и Скотт вынуждены искать сыворотку и сопровождаются двумя приспешниками Юджина, чтобы найти её. Они остановились в доме Питера. Там они вдвоем находят сыворотку, но прячут её. Анаконда нападает на дом и пожирает одного бандита, а пока другой пытается отбиться, Аманда и Скотт убегают. Джеки загоняет их в угол, но Скотт застает её врасплох. Змея нападает на Джеки, и он случайно взрывает себя гранатой, пытаясь уничтожить змею. Затем он преследует Аманду и Скотта. Скотт приносит себя в жертву змее, чтобы выиграть время для бегства Аманды. В попытке уничтожить змею Аманда бросает в змею бензобак и взрывает его, но змея восстанавливается после того, как она убегает.
Вернувшись в базовый лагерь, Мердок появляется, но его ждёт грубый шок, когда он видит, что его заклятый враг Василе тоже там, и что Юджин присоединился к ним. Увидев рукопашную схватку, в которой они находятся, Джексон наносит удар Юджину, заставляет его застрелить соперника Мердока, а затем сражается с Армоном, но Джексон получает пулю, после чего Аманде удаётся застрелить Армона. Приходит Мердок и требует, чтобы Аманда дала ему сыворотку. Когда они это делают, он держит своё слово и позволяет им уйти. Когда оставшиеся в живых уезжают в джипе, Мердок впрыскивает себе сыворотку и обнаруживает, что она работает, но змея съедает его. Когда Аманда, наконец, уничтожает орхидеи навсегда, она, Джексон, Алекс и Хизер пытаются уехать на джипе, так как анаконда преследует их, но на них нападает Юджин, который вцепился в заднюю часть автомобиля. Аманда вышвыривает его из машины с двумя гранатами в руках. Пока змея пожирает его, она разлетается на куски. Когда Аманда, Джексон, Алекс и Хизер уходят, анаконда, которая, кажется, восстановилась, скользит в лес.

## В ролях
| Актёр           | Роль                              |
| --------------- | --------------------------------- |
| Кристал Аллен   | доктор Аманда Хэйс                |
| Джон Рис-Дэвис  | миллиардер Питер «Джей Ди» Мёрдок |
| Линден Эшби     | член научной экспедиции Джексон   |
| Ана Улару       | член научной экспедиции Хизер     |
| Эмиль Хоштина   | наёмник Юджин                     |
| Клаудиу Блеонц  | наёмник Армон                     |
| Дэнни Мидуинтер | член научной экспедиции Скотт     |

## Производство
Фильм был снят как продолжение к третьей части в Румынии (Бухарест, Дельта Дуная и т.д.). Когда фильм был впервые анонсирован, Дэвид Хассельхофф должен был появиться, повторяя своего персонажа Стивена Хэммета из третьего фильма, но он не появился.

## Отзывы
Что касается приема, «Анаконда 4: Кровавый след» получил в основном негативные отзывы как критиков, так и зрителей. Его критиковали за слабый сюжет, плохо выполненные спецэффекты и отсутствие оригинальности. Многие зрители сочли это еще одним разочарованием по сравнению с первыми фильмами серии.
На различных рейтинговых платформах фильм имеет низкую среднюю оценку и часто описывается как худший сиквел. Критики отметили его шаблонный и предсказуемый характер, а также неудовлетворительную игру актерского состава.
В целом «Анаконда 4: Кровавый след» не нашел большого отклика ни у публики, ни у критиков. Он не смог вызвать такого же ажиотажа или успеха, как оригинальный фильм «Анаконда», и в целом считался некачественным проектом. DVD Verdict оценил его в 58/100 и назвал «чрезвычайно скучным». На Rotten Tomatoes фильм имеет всего 20% одобрения от зрителей и одну негативную рецензию от критиков.

## Интересные факты
В отличие от своего предшественника, этот фильм имел более высокие продажи видеоносителей и был лучше оценен. 
Четвертая часть не получила номинаций на «Золотую малину».
Во время съемок некоторых сцен в лесах производство столкнулось с юридическими проблемами, потому что они снимали в дикой охранной зоне и шум, который создавался при съёмках, беспокоил местную фауну.